# Paul Vanhie
Paul Vanhie (Kortrijk, 4 oktober 1955 - Sint-Eloois-Winkel, 25 mei 2011) was een Belgisch politicus.

## Levensloop
Vanhie studeerde in 1979 af als gegradueerde in de kinesitherapie en werd beroepshalve kinesitherapeut.
In 1994 was hij een van de oprichters van de lokale afdeling van de liberale partij VLD in Ledegem. Daar werd hij in oktober 1994 verkozen tot gemeenteraadslid voor de lokale lijst Vrijheid & Democratie, een verbond van de Volksunie, onafhankelijken en liberalen. Zes jaar later, bij de verkiezingen van oktober 2000, voerde hij de lijst Actief aan, die bestond uit liberalen en onafhankelijken. Er werd een coalitie gevormd met de socialistische SP en in januari 2001 werd Vanhie burgemeester van Ledegem. Na de verkiezingen van oktober 2006 verloor Vanhie het burgemeesterschap en belandde hij tot aan zijn dood in 2011 in de oppositie.
In januari 2007 stond Vanhie mee aan de wieg van Lijst Dedecker, de nieuwe partij van Jean-Marie Dedecker, die een jaar eerder uit de VLD was gezet. Hij werd er van 2007 tot 2011 penningmeester van het nationaal partijbestuur. 
Bij de federale verkiezingen van juni 2007 stond Vanhie als eerste opvolger op de West-Vlaamse Kamerlijst van LDD. Op 2 juli 2009 volgde hij Ulla Werbrouck op als lid van de Kamer van volksvertegenwoordigers toen deze naar het Vlaams Parlement overstapte. Hij zetelde tot de vervroegde ontbinding van de Kamer op 7 mei 2010. Na de treinramp in Buizingen in februari 2010 ijverde hij voor de oprichting van een bijzondere commissie Spoorveiligheid. Aan de werkzaamheden van deze commissie nam hij actief deel.
In mei 2011 kwam hij op 56-jarige leeftijd om het leven bij een ongeval, waarin hij gekneld raakte tussen een muur en een heftruck op de drankencentrale van zijn ouders, waar hij karweien aan het uitvoeren was.